# Cyathea hookeri
Cyathea hookeri är en ormbunkeart som beskrevs av Thwait. Cyathea hookeri ingår i släktet Cyathea och familjen Cyatheaceae. Inga underarter finns listade.